# Les Martins
Les Martins (en francès Les Martys) és un municipi francès situat al departament de l'Aude i a la regió d'Occitània.